# Qualificazioni al campionato delle nazioni africane 2011
Questa voce raccoglie un approfondimento sui risultati degli incontri di qualificazione alla fase finale della Campionato delle Nazioni Africane 2011.

## Formato, regolamento e sorteggio
La competizione vede partecipare 41 nazionali.
Le 41 squadre sono state divise in base alla zona geografica: Zona Settentrionale, Zona Ovest A, Zona Ovest B, Zona Centrale, Zona Centro-Orientale e Zona Meridionale.
| Zona                  | Numero di squadre partecipanti | Numero di posti disponibili per la fase finale |
| --------------------- | ------------------------------ | ---------------------------------------------- |
| Zona Settentrionale   | 4                              | 2                                              |
| Zona Ovest A          | 5                              | 2                                              |
| Zona Ovest B          | 6                              | 3                                              |
| Zona Centrale         | 5                              | 3                                              |
| Zona Centro-Orientale | 10                             | 3                                              |
| Zona Meridionale      | 11                             | 3                                              |
| Totale                | 41                             | 16                                             |

Non partecipanti:
- Egitto
- Capo Verde
- Gambia
- Guinea-Bissau
- Liberia
- Benin
- Rep. Centrafricana
- Ciad
- São Tomé e Príncipe
- Comore
- Lesotho
- Mauritius

## Zona Nord

### Tabella riassuntiva
| Squadra 1 | Totale      | Squadra 2 | Andata | Ritorno |
| --------- | ----------- | --------- | ------ | ------- |
| Algeria   | 2 - 2 (gfc) | Libia     | 1 - 0  | 1 - 2   |
| Tunisia   | 3 - 3 (gfc) | Marocco   | 1 - 1  | 2 - 2   |

## Zona Ovest A

### Primo turno
| Squadra 1  | Totale | Squadra 2    | Andata | Ritorno |
| ---------- | ------ | ------------ | ------ | ------- |
| Mauritania | w/o    | Sierra Leone |        |         |

| Squadra 1 | Totale          | Squadra 2    | Andata | Ritorno |
| --------- | --------------- | ------------ | ------ | ------- |
| Guinea    | 1 – 3           | Mali         | 1 – 1  | 0 – 2   |
| Senegal   | 1 – 1 (4-3 dtr) | Sierra Leone | 1 – 0  | 0 – 1   |

## Zona Ovest B
| Squadra 1    | Totale | Squadra 2      | Andata | Ritorno |
| ------------ | ------ | -------------- | ------ | ------- |
| Togo         | 1 – 6  | Costa d'Avorio | 1 – 2  | 0 – 4   |
| Burkina Faso | 0 – 1  | Ghana          | 0 – 0  | 0 – 1   |
| Niger        | 2 – 0  | Nigeria        | 2 – 0  | 0 – 0   |

## Zona Centrale

### Turno Preliminare
| Squadra 1      | Totale | Squadra 2          | Andata | Ritorno |
| -------------- | ------ | ------------------ | ------ | ------- |
| Rep. del Congo | w/o    | Guinea Equatoriale | —      | —       |

### Primo Turno
| Squadra 1      | Totale | Squadra 2    | Andata | Ritorno |
| -------------- | ------ | ------------ | ------ | ------- |
| Rep. del Congo | 1 – 4  | Camerun      | 1 – 1  | 0 – 3   |
| Gabon          | 2 – 3  | RD del Congo | 1 – 2  | 1 – 1   |

### Secondo Turno
| Squadra 1 | Totale | Squadra 2      | Andata | Ritorno |
| --------- | ------ | -------------- | ------ | ------- |
| Gabon     | 3 -0   | Rep. del Congo | 3 - 0  | w/o     |

## Zona Centro-Orientale

### Turno preliminare
| Squadra 1 | Totale | Squadra 2 | Andata     | Ritorno |
| --------- | ------ | --------- | ---------- | ------- |
| Gibuti    | 0 – 1  | Somalia   | cancellata | 0 – 1   |

### Primo turno
| Squadra 1 | Totale | Squadra 2 | Andata     | Ritorno |
| --------- | ------ | --------- | ---------- | ------- |
| Burundi   | 1 – 5  | Uganda    | 1 – 1      | 0 – 4   |
| Etiopia   | w/o    | Kenya     |            |         |
| Eritrea   | w/o    | Ruanda    |            |         |
| Somalia   | 0 – 6  | Tanzania  | cancellata | 0 – 6   |

### Secondo turno
| Squadra 1 | Totale      | Squadra 2 | Andata | Ritorno |
| --------- | ----------- | --------- | ------ | ------- |
| Uganda    | 2 – 2 (gfc) | Kenya     | 1 – 0  | 1 – 2   |
| Tanzania  | 1 – 2       | Ruanda    | 1 – 1  | 0 – 1   |

## Zona Meridionale

### Primo turno
| Squadra 1  | Totale | Squadra 2 | Andata | Ritorno |
| ---------- | ------ | --------- | ------ | ------- |
| Botswana   | 1 – 2  | Sudafrica | 0 – 0  | 1 – 2   |
| Seychelles | 2 – 1  | Namibia   | 1 – 0  | 1 – 1   |
| Madagascar | 0 – 2  | Angola    | 0 – 0  | 0 – 2   |
| eSwatini   | 1 – 5  | Zimbabwe  | 1 – 2  | 0 – 3   |
| Malawi     | 3 – 1  | Mozambico | 3 – 0  | 0 – 1   |

### Secondo turno
| Squadra 1  | Totale | Squadra 2 | Andata | Ritorno |
| ---------- | ------ | --------- | ------ | ------- |
| Sudafrica  | 2 – 1  | Zambia    | 1 – 0  | 1 – 1   |
| Seychelles | 2 – 6  | Zimbabwe  | 2 – 4  | 0 – 2   |
| Angola     | 3 – 1  | Malawi    | 1 – 1  | 2 – 0   |

## Squadre qualificate
| Zona            | Squadra           |
| --------------- | ----------------- |
| Zona Nord       | Algeria           |
| Zona Nord       | Tunisia           |
| Zona Ovest A    | Mali              |
| Zona Ovest A    | Senegal           |
| Zona Ovest B    | Costa d'Avorio    |
| Zona Ovest B    | Ghana             |
| Zona Ovest B    | Niger             |
| Zona Centro     | Camerun           |
| Zona Centro     | RD del Congo      |
| Zona Centro     | Gabon             |
| Zona Centro-Est | Sudan (ospitante) |
| Zona Centro-Est | Ruanda            |
| Zona Centro-Est | Uganda            |
| Zona Sud        | Angola            |
| Zona Sud        | Sudafrica         |
| Zona Sud        | Zimbabwe          |